# Румања вас
Румања вас (словен. Rumanja vas) је насељено место у општини Стража, регија Југоисточна Словенија, Словенија.

## Историја
До територијалне реорганизације у Словенији била је у саставу старе општине Ново Место.

## Становништво
У попису становништва из 2011. године, Румања вас је имала 252 становника.
| Број становника према пописима | Број становника према пописима | Број становника према пописима |
| ------------------------------ | ------------------------------ | ------------------------------ |
| 1991                           | 2002                           | 2011                           |
| 241                            | 258                            | 252                            |

Напомена: Године 1999. извршена је мања размена територија између насеља Румања вас и Вавта вас.